# الزواج الديني المختلط في المسيحية

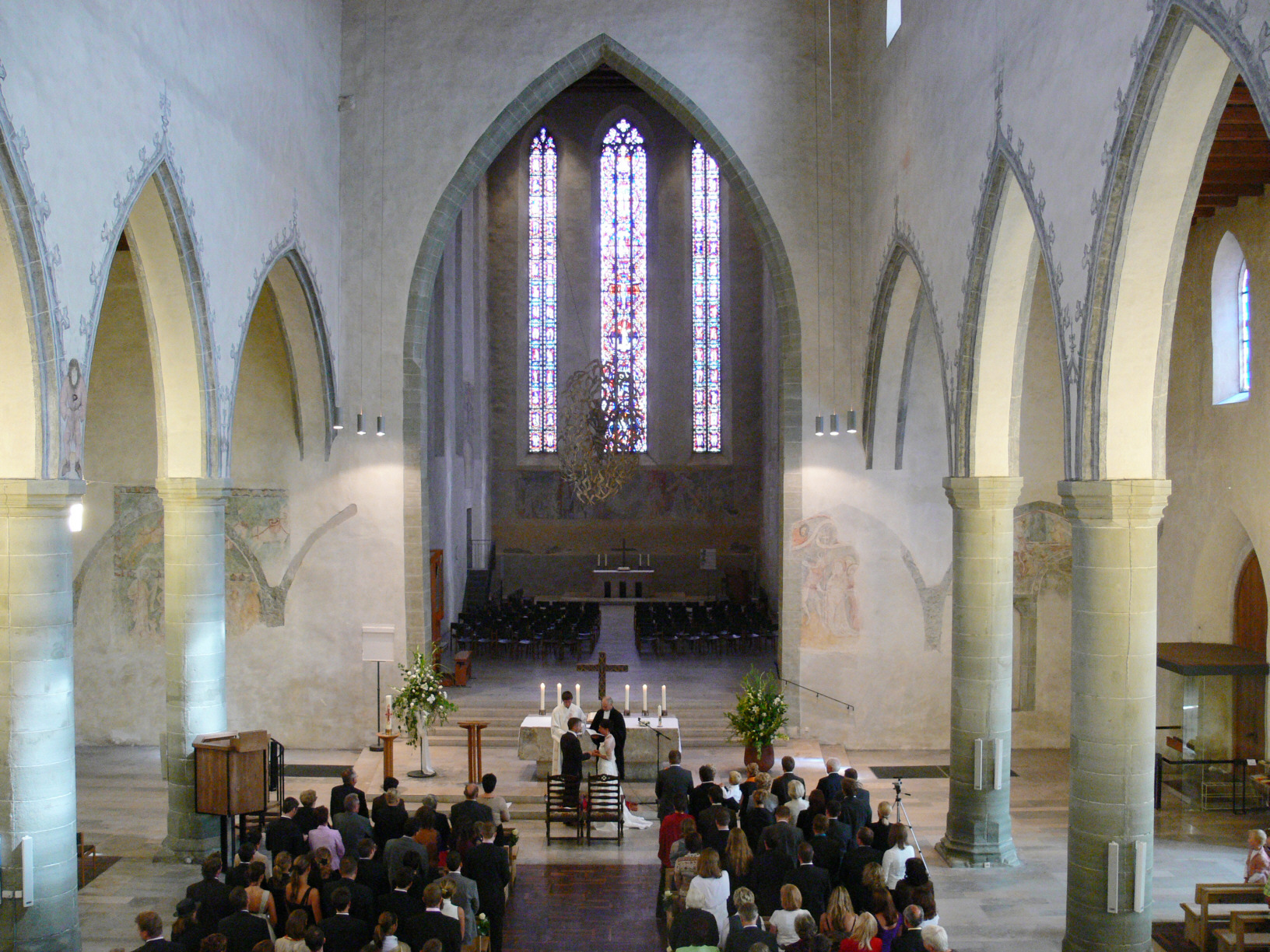
كاهن لوثري في ألمانيا يُكلل زوجين ينتمان لأديان مختلفة في الكنيسة.

الزواج الديني المختلط في المسيحية ويسمى أيضًا التزاوج المختلط هو الزواج بين زوجين أحدهما ينتمي إلى المسيحية في حين ينتمي الطرف الآخر إلى ديانة أخرى (على سبيل المثال، زواج المسيحيين من اليهود، أو زواج المسيحيين من المسلمين). وقد يٌشير مصطلح التزاوج المختلط أيضًا إلى الزاوج بين طرفين مسيحيين معمدين ينتمي كل منهما إلى كنيسة أو طائفة مسيحية تختلف عن كنيسة أو طائفة الآخر. تُبيح جميع الطوائف المسيحية تقريبًا الزاوج بين طرفين مسيحيين مُعمدين ينتميان إلى مذاهب أو كنائس مسيحية مختلفة.
بوجه العموم تُحرم أو ترفض معظم الكنائس والطوائف المسيحية زواج المسيحيين من غير المسيحيين، بوصفها مخالفة لقصد الزواج؛ وذلك استنادًا إلى الكتاب المقدس، وتستند في ذلك التشريع إلى الرسالة الأولى إلى أهل كورنثوس والتفسير في سفر التثنية. بالمقابل سمحت بعض الطوائف المسيحية بالزواج بين المسيحيين وغير المسيحيين مع شروط، منها تعهد الطرف غير المسيحي في تنشئة الأولاد تربية مسيحية وأن "لا يكون هناك خطرًا على إيمان الطرف المسيحي"، وتقدم الكنيسة الكاثوليكية والكنيسة المشيخية، مبادئ توجيهية فيما يتعلق بالزواج الديني المختلط في حالة رغبة طرف مسيحي معمّد في الزواج من شخص غير معمَد. أما كنيسة المشرق فتنص تشريعاتها على أنه لا يجوز للمرأة المسيحية أن تتزوج بغير المسيحي، في حين يجوز للرجل المسيحي بالزواج بغير المسيحية. أما الكنائس الميثودية فتحظر وتُحرم الزواج الديني المختلط.

## في القانون الكنسي
يتناول القانون الكنسي الزواج المختلط بشكل مفصل ويُفرّق بين الزواج بين طرف مسيحي وطرف غير مسيحي، وبين الزاوج بين طرفين مسيحيين لكنهما ينتميان إلى مذاهب مسيحية مختلفة، إذ في حين لا يتم تحبيذ الزواج من غير المسيحي، تبيح معظم الكنائس المسيحية الزاوج بين طرفين مسيحيين ينتميان إلى مذاهب مسيحية مختلفة. في بعض المجتمعات المسيحية في الوطن العربي، وإسرائيل، وتركيا وإيران أغلب الزيجات لدى المسيحيين هي بين طرفين مسيحيين ينتميان إلى مذاهب مسيحية مختلفة.

## الزيجات بين الطوائف المسيحية
قبل المجمع الفاتيكاني الثاني منعت الكنيسة الكاثوليكية الزواج بين المسيحيين وغير المسيحيين، وبين الكاثوليك والمسيحيين المنتمين إلى كنيسة أو جماعة غير كاثوليكية. مع المجمع الفاتيكاني الثاني، بدأت تغيرات جذرية في هذا الأمر القانوني، حيث بدأت الكنيسة الكاثوليكية تبيح الزواج بين الكاثوليك والمسيحيين المنتمين إلى كنيسة أو جماعة غير كاثوليكية بإذن السلطة الكنسية المختصة. في حين أنّ من يَقدُم على زواج مختلط بدون إذن السلطة الكنسية يعقد زواجاً صحيحاً ولكنه غير جائز، وهذا الشيء ينبع من أن الكنيسة الكاثوليكية تعترف بصحة الأسرار لدى الكنائس غير الكاثوليكية، فلذا تعترف بصحة الزواج.

## الزيجات بين الأديان
في حالة الزواج بين المسيحيين وغير المسيحيين، إذا أراد الطرفان عقد الزواج حسب الطقوس المسيحية، تخيّر الكنيسة الطرف غير المسيحي الذي يريد أو تريد الزواج من الطرف المسيحي، بين أن تصبح أو يصبح مسيحيًا أو البقاء على ديانتها أو ديانته وفي هذه الحال لا يطلب من الطرف غير المسيحي سوى التعهد بتربية الأولاد تربية مسيحية من دون اجبار الطرف غير المسيحي على المعمودية.
في المسيحية المبكرة، نصت كنيسة المشرق، في مجمع سلوقية - قطسيفون في عام 410م، بأنه "يُحظر على النساء المسيحيات الزواج من الرجال غير المسيحيين"، رُغم أنه سُمح للرجال المسيحيين بالزواج من "نساء من جميع الأمم" حتى يتمكن الرجال المسيحيون من "تعليمهن طرق المسيحية". كان السياق الثقافي في ذلك الوقت هو أن أبناء الزوجين يتبعون ديانة الأب.

### الكنيسة الكاثوليكية
تسمح تعليمات الزواج المختلط في القانون الكنسي للكنيسة الكاثوليكية 1954-1959، التي قدمها البابا، للأساقفة بالاستغناء عن الإنعام البولسي للزيجات المختلطة، باستثناء الحالات التي يكون فيها الطرف غير الكاثوليكي مُسلمًا، وفي هذه الحالة تشجع الكنيسة الكاثوليكية الطرفان الكاثوليكي والمسلم على عقد الزواج حسب الطقوس المسيحية، من دون اجبار الطرف المُسلم على المعمودية، وذلك بسبب خوف السلطات الكنسية من عدم حصول الأبناء على تربية وتنشئة مسيحية أو انشقاق الطرف الكاثوليكي عن الكنيسة وذلك بحسب تعليمات الزواج المختلط في القانون الكنسي للكنيسة الكاثوليكية.
تسمح السلطات الكنسية الكاثوليكية "بالتفسيح البولسي"، وهو تشريع يسمح للطرف الكاثوليكي بالزواج من غير المعمدين (اليهود والمسلمين) في الكنيسة، ويتم "بشرط أن لا يكون هناك خطرًا على إيمان الطرف الكاثوليكي ولا على تنشئة الأولاد على الإيمان الكاثوليكي". بالإضافة إلى ذلك، تعترف الكنيسة الكاثوليكية بالإنعام البولسي، أي السماح بحل الزواج القائم بين شخصين غير معمدين، أحدهما إعتنق الايمان الكاثوليكي، وحصل على سر العماد بحسب الطقوس الكاثوليكية، مع بقاء الطرف الثاني من الزواج على دينه وإيمانه ايّ كان. ويتطلب الزواج بين شخص مسيحى كاثوليكي وآخر غير مسيحي في كنيسة كاثوليكية الحصول على إذن من السلطات الكنسيَّة المختصة فيمنح الأسقف، الإذن بهذا الزواج، ولكن لا يمنحه إلا بعد استيفاء عمليات الشروط التي يحددها القانون الكنسي للكنيسة الكاثوليكية. أما بالنسبة للشروط فيجب على الكاثوليكي أن يُعلن عن استعداده عن إبعاد أي خطر ممكن أن يهدد إيمانه الكاثوليكي وعقائده، بجانب ذلك عليه إعطاء وعد خطي بأنه سيبذل كل ما في وسعه لكى يُعمد جميع الأبناء وينشئهم في الكنيسة الكاثوليكية. وتخيّر الكنيسة الكاثوليكية الطرف غير المسيحي إما اعتناق الكاثوليكية أو البقاء على الديانة الأصلية، وفي حالة رفض الطرف غير المسيحي اعتناق الكاثوليكية، عندها لا يُطلب من الطرف غير المسيحي سوى التعهد بتنشئة الأبناء تنشئة كاثوليكية، وعدم تهديد إيمان الطرف الكاثوليكي. بعد استيفاء الشروط يتم الالتزام بالصيغة القانونية للاحتفال بالزواج وفقًا للطقوس الكاثوليكية، من دون اجبار الطرف غير المسيحي على المعمودية.
في عام 2004 حذر الفاتيكان النساء الكاثوليكيات من الزواج من رجال مسلمين، حيث أصدر مجلس البابوي لرعاية شؤون المهاجرين وثيقة ذكر فيها إن الكنيسة لا تشجع الزيجات بين النساء الكاثوليكيات في الدول الكاثوليكية التقليدية والمهاجرين غير المسيحيين أو زواج النساء الكاثوليكيات من رجال مسلمين في الدول الإسلامية، وذكرت الوثيقة إن إحدى المشكلات المحتملة للزواج المختلط بين الكاثوليكيات والمسلمين هي عدم تنئشة الأولاد على المذهب الكاثوليكي، ونصحت الوثيقة الأمهات المستقبليات بضرورة الإصرار على سياسة الكنيسة التي تقضي بتعميد الأطفال المولودين من زواج مختلط وتربيتهم ككاثوليك. في عام 2006، حذر عدد من رجال الدين الكاثوليك النساء الإيطاليات من الزواج بالمسلمين، وقد ورد التحذير في وثيقتين تم نشرهما في روما. وفي عام 2009 حذر الكاردينال خوسيه بوليكاربو البرتغالي الفتيات البرتغاليات من الزواج من المسلمين، وأرجع ذلك إلى حقيقة أنه من الصعب في بعض الأحيان تربية الأطفال على الإيمان المسيحي بعد الزواج.

### الكنائس المسيحية الشرقية
تُحرم وترفض الكنائس الأرثوذكسية الشرقية والأرثوذكسية المشرقية بالزواج بين المسيحيين وغير المسيحيين، وفي هذه الحالات تطلب الكنائس الأرثوذكسية الشرقية والمشرقية من الطرف غير المسيحي تغيير الملّة أو الديانة والحصول على سر المعمودية وفقًا للطقوس الأرثوذكسية. بعد الحصول على سر المعمودية يصبح الطرف غير المسيحي مؤهلاً للزواج من الطرف الأرثوذكسي وتتم مراسيم الزواج بعد ذلك وفقًا للطقوس الأرثوذكسية.
أما كنيسة المشرق الآشورية وكنيسة المشرق القديمة، وهي كنائس سريانية شرقية ورثت تقليد كنيسة المشرق الكنسي، فتنص تشريعاتها على أنه لا يُجوز للمرأة المسيحية أن تتزوج بغير المسيحي، في حين يجوز للرجل المسيحي بالزواج بغير المسيحية.

### البروتستانتية
تدعو الكنيسة المشيخية الأمريكية، أبرشايتها بدعم وإدماج المتزوجين زواج ديني مختلط في حياة الكنيسة، و"مساعدة الآباء على الالتزام بالالتزامات المتعلقة بالتنشئة الروحية المسيحية لأطفالهم والعيش فيها"، وأن يكون هذا شاملاً لأطفال المتزوجين زواج ديني مختلط. في المقابل ترفض وتحظر الكنائس الميثودية الزواج الديني المختلط.

## احصائيات

### الولايات المتحدة
بحسب دراسة حول الدين في الولايات المتحدة والتي قامت بها مركز بيو للأبحاث لعام 2014، وجدت أن المورمون هم أقل الجماعات المسيحية في الولايات المتحدة ممن يتزوجون زيجات مختلطة، حوالي 82% من المورمون متزوجين من مورمون مقابل 9% متزوجين من مسيحيين من طوائف مسيحية أخرى و7% من لادينيين و1% من زيجات المورمون هي من أشخاص من أديان أخرى. في المقابل حوالي 4% من البروتستانت الخط الرئيسي، و3% من الكاثوليك، و2% من الإنجيليين و2% من بروتستانت الكنيسة الأفريقية الأمريكية متزوجين من أشخاص من أديان أخرى. بحسب الدراسة نفسها حوالي 19% من اليهود الأمريكيين وحوالي 12% من المسلمين الأمريكيين متزوجين من مسيحيين.

## أبرز حالات الزيجات المختلطة
على مر العصور حصلت زيجات مختلطة بين المسيحيين وغير المسيحيين، أو بين مسيحيين من طوائف مختلفة. بعض هذه الزيجات سببت أزمات سياسية مثل زواج المسيحي رياض غالي من الأميرة المصرية المسلمة فتحية بنت فؤاد الأول، أو الزواج بين البروتستانتي هنري دي نافار وشقيقة الملك شارل التاسع ملك فرنسا الكاثوليكية كارجريت دي فالوا.

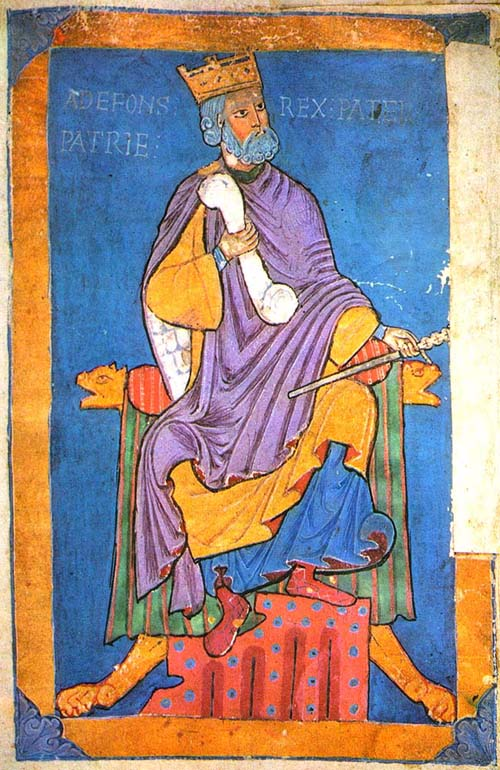
ملك ليون وقشتالة ألفونسو السادس، تزوج من المسلمة زائدة الأندلسية، والتي تنصَّرت بعد زواجها.
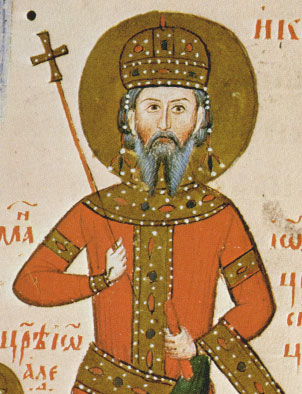
إمبراطور بلغاريا إيفان أليكسندر، تزوج من اليهودية سارة ثيودورا.
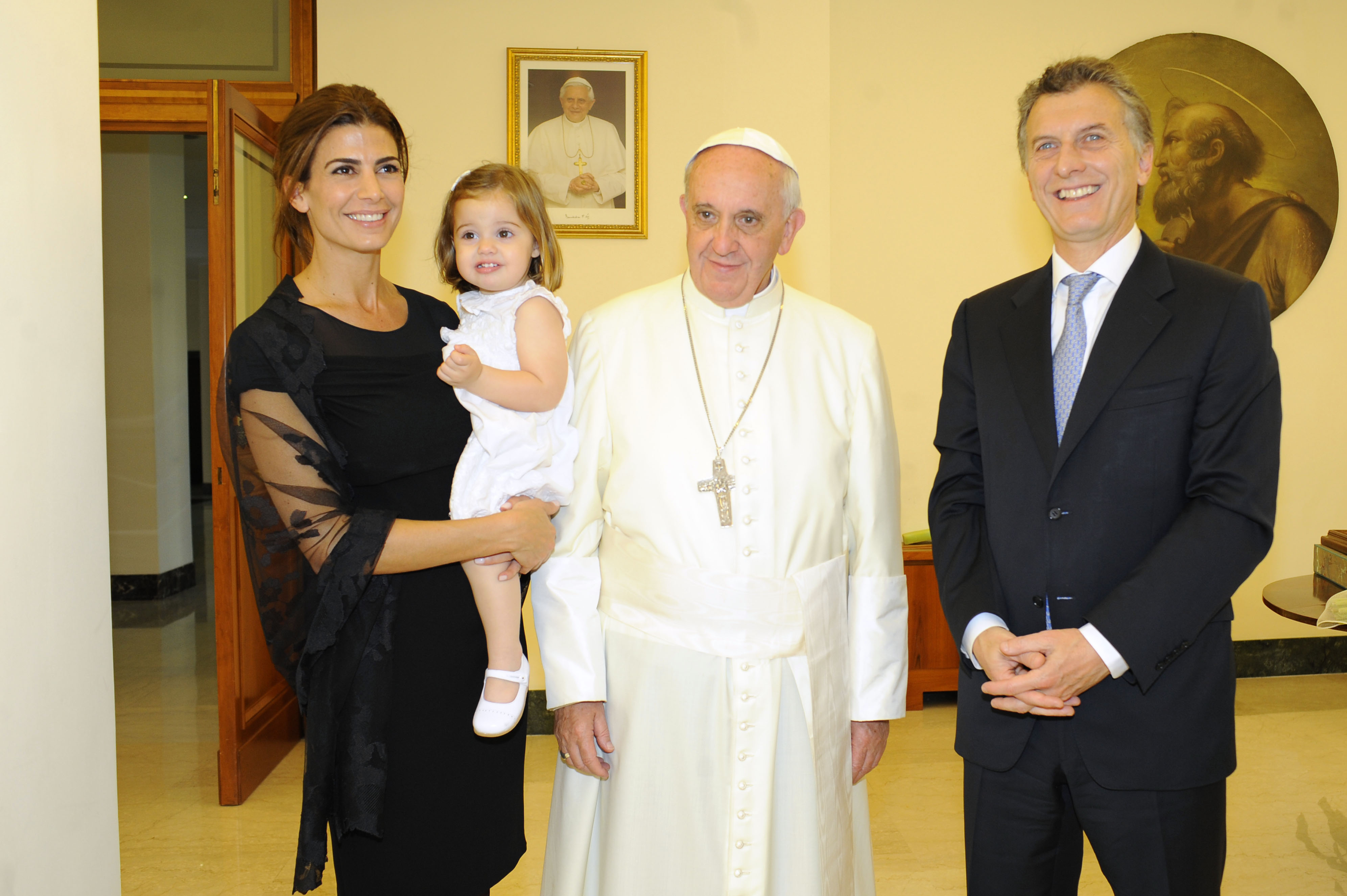
رئيس الأرجنتين ماوريسيو ماكري، متزوج من جوليانا عواضة، والتي تحولت من الإسلام إلى المسيحية لاحقًا.
رياض غالي، تزوج من الأميرة المصرية المسلمة فتحية بنت فؤاد الأول، والتي تحولت للمسيحية لاحقًا.
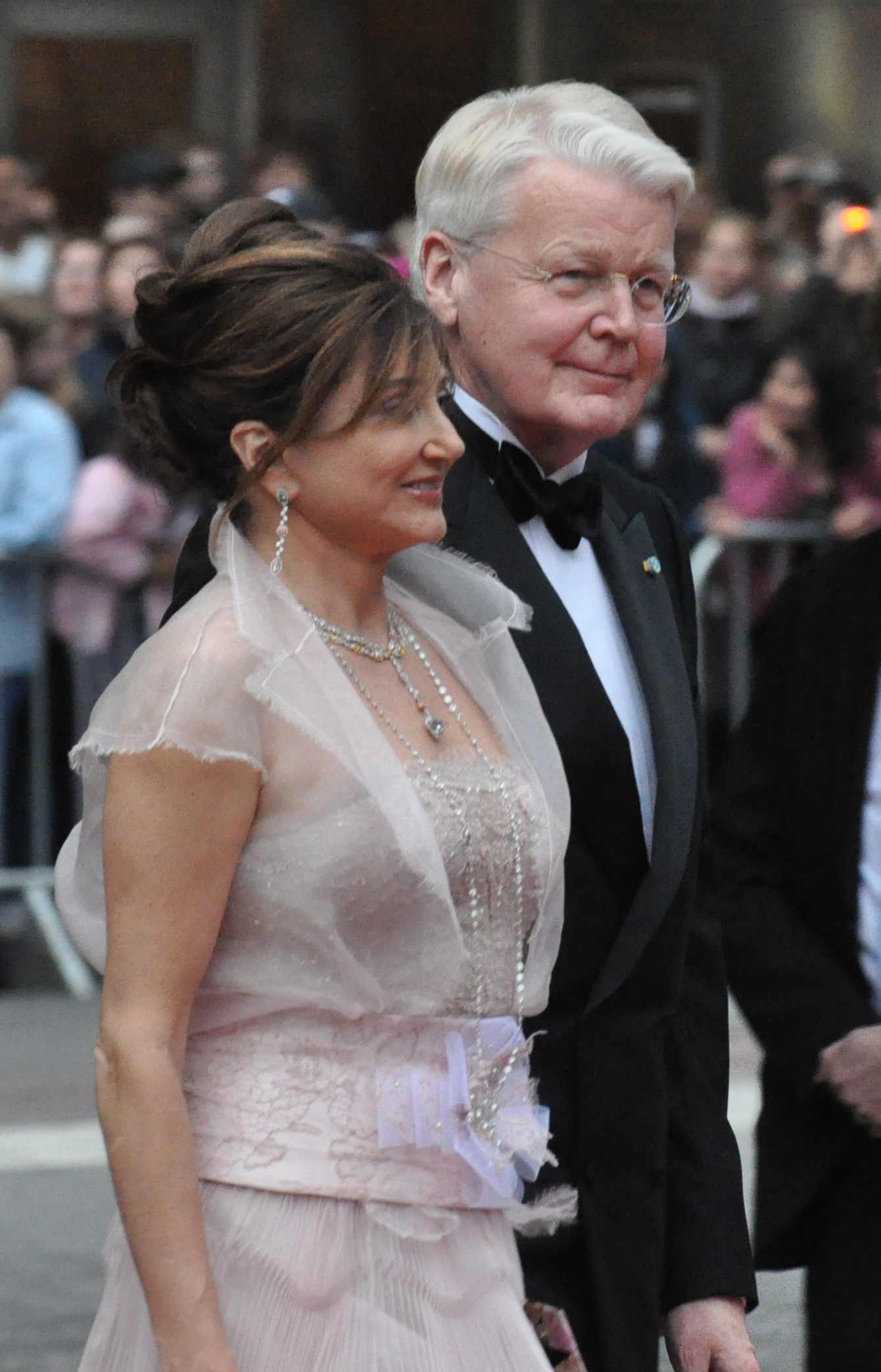
رئيس أيسلندا أولافور راغنار غريمسون، متزوج من دوريت موساييف وهي يهودية الديانة.
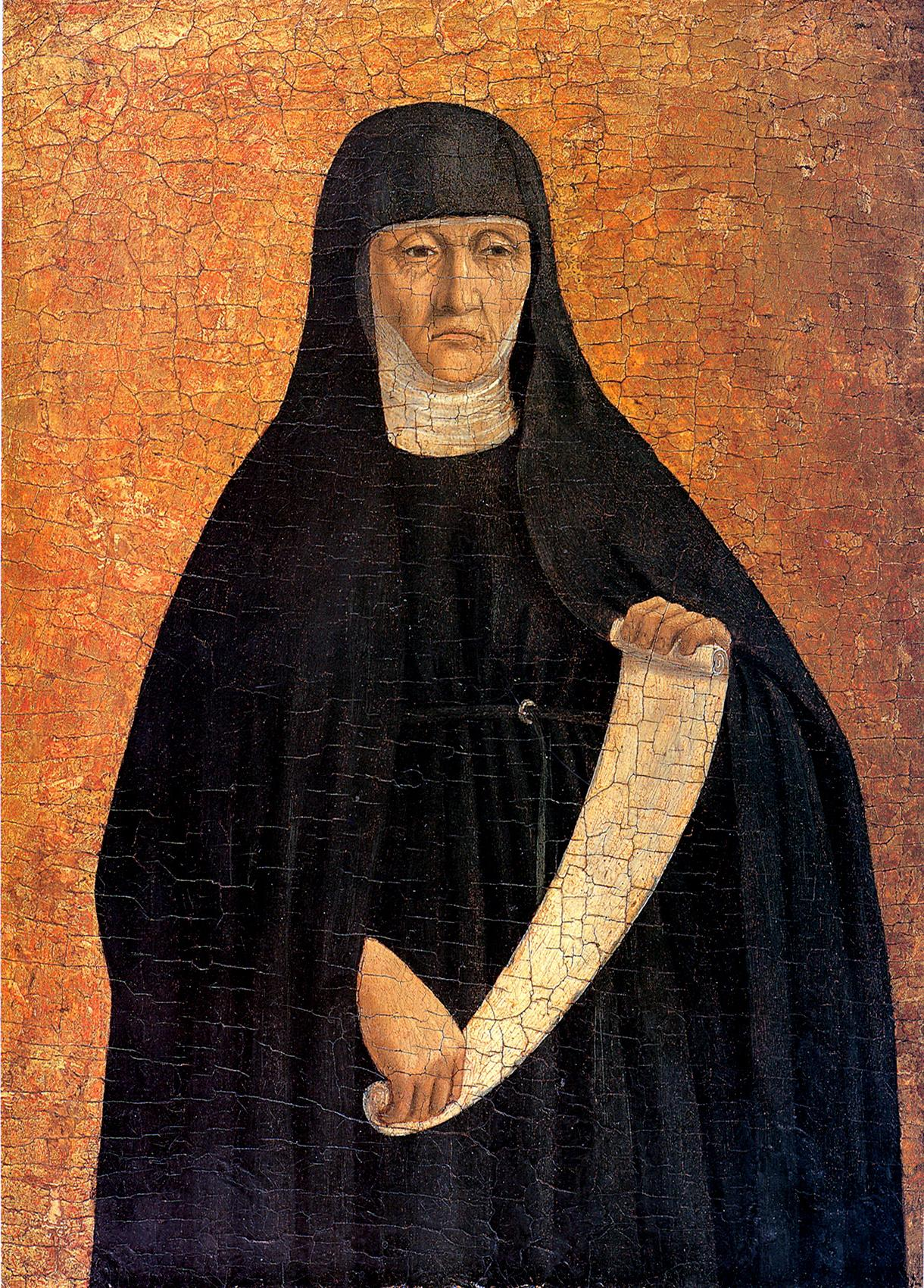
مونيكا كانت متزوجة من باتريسيوس والذي كان يتبع الديانة الرومانية القديمة.
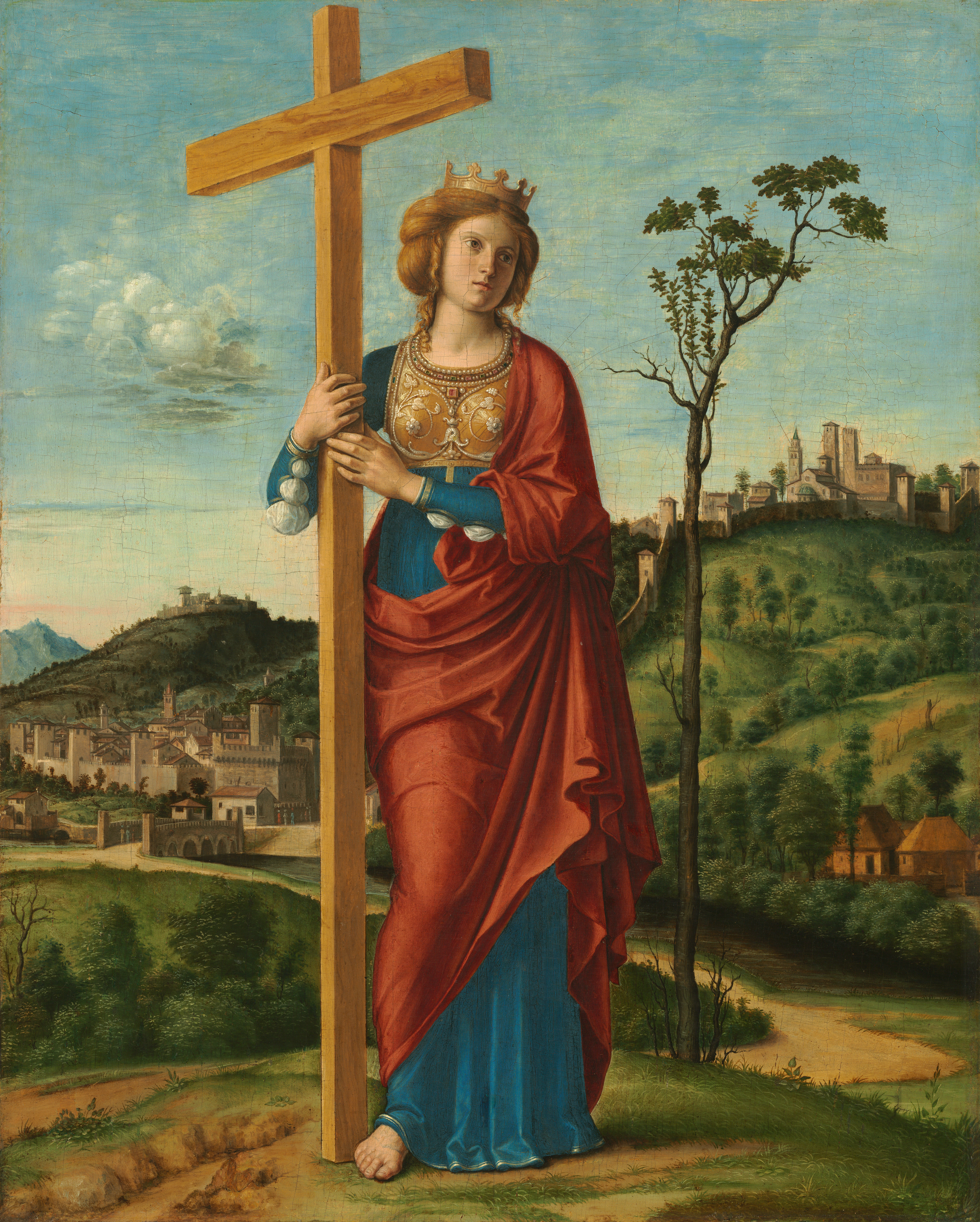
هيلانة تزوجت قسطنطين كلوروس والذي كان يعتنق الديانة الرومانية القديمة.
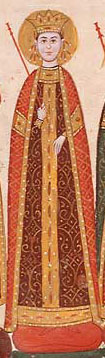
كيرا تمارا تزوجت السلطان العثماني مراد الأول، وقد ظلت باقية على عقيدتها المسيحية بعد زواجها.
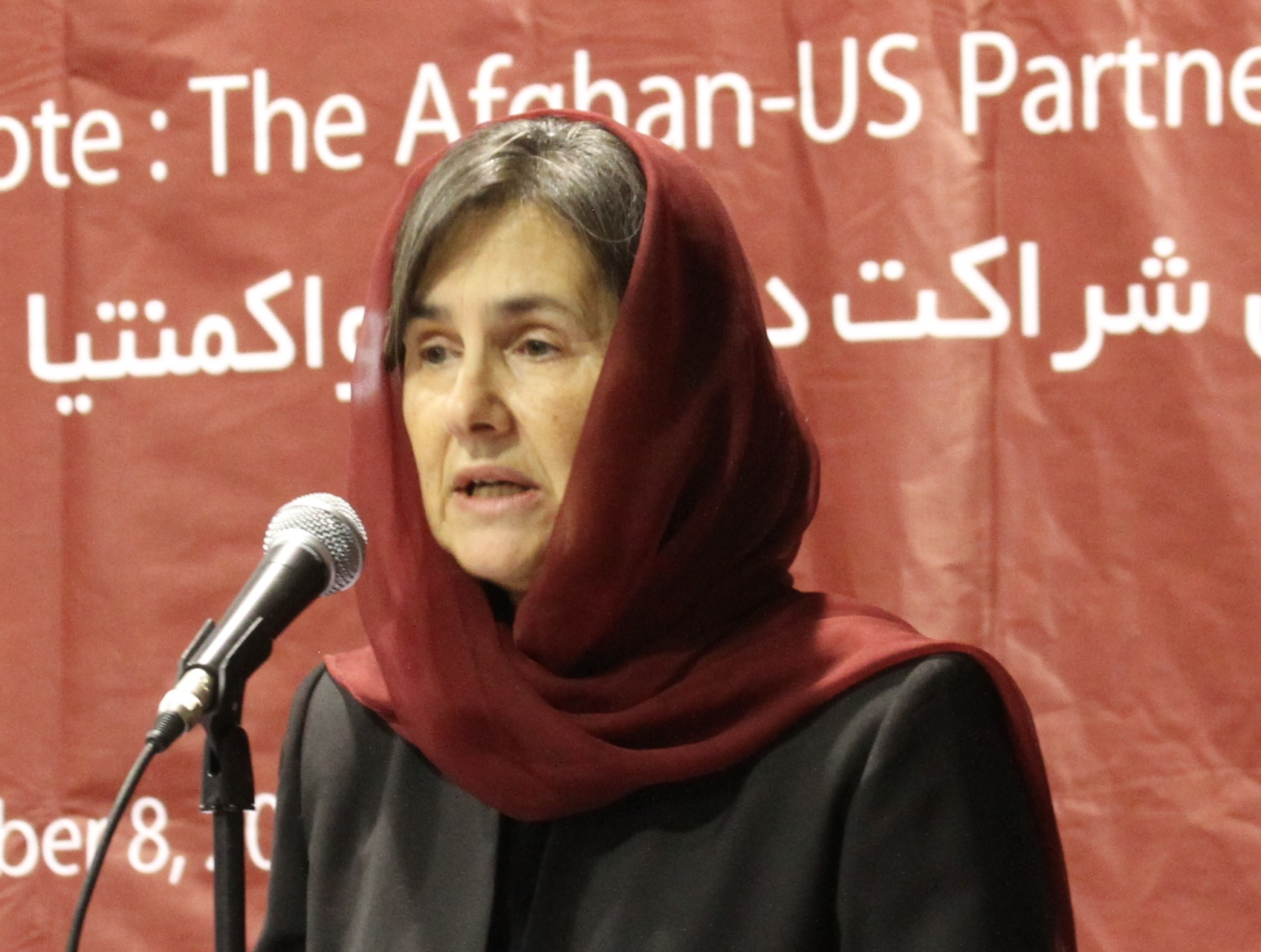
سيدة أفغانستان الأولى رلى سعادة تزوجت من أشرف غني أحمدزي (مسلم الديانة)، بقيت مسيحية بعد زواجها.
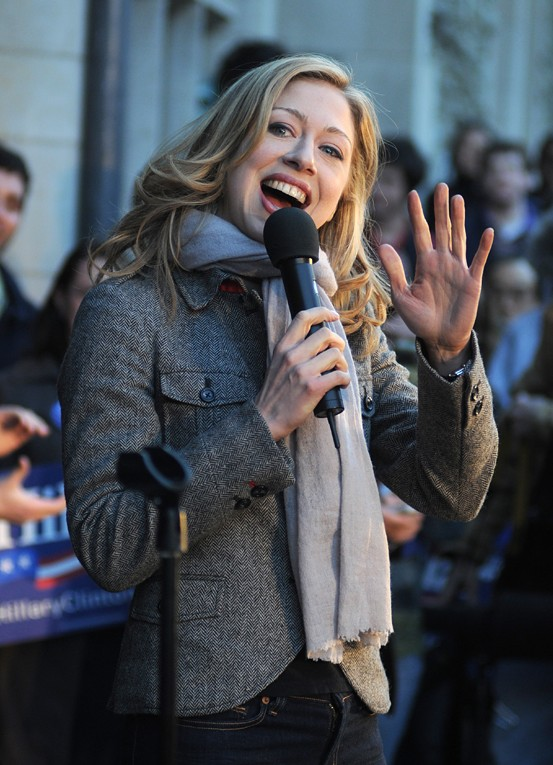
تشيلسي كلينتون تزوجت من مارك ميزفنسكي (يهودي الديانة)، بقيت مسيحية بعد زواجها.